# Gaston Castel
Pour les articles homonymes, voir Castel.
Gaston Castel, né à Pertuis (Vaucluse) le 1er août 1886, et mort à Marseille (Bouches-du-Rhône) le 9 février 1971, est un architecte français.

## Biographie
Fils d’un entrepreneur de maçonnerie, Gaston Castel est, en 1907, le premier élève reçu au concours d’entrée de la nouvelle école régionale d’architecture de Marseille. De 1909 à 1913, il est élève de l’École nationale supérieure des beaux-arts de Paris ; il est lauréat du second grand prix de Rome en architecture en 1913 où le sujet était : Un palais d’une présidence dans la capitale d’une grande république.
Quand éclate la Première Guerre mondiale, il est mobilisé en 1914 en tant que sergent au 258e régiment d’infanterie. Il est nommé sous-lieutenant sur le champ de bataille. Le 26 septembre 1914, il est grièvement blessé au visage et laissé pour mort. Il est fait prisonnier et emprisonné à Ingolstadt en Bavière puis est transféré à Montreux en Suisse.
À la fin de la guerre, remis de sa blessure au visage, il revient à Paris et collabore avec l’architecte Guillaume Tronchet. Durant cette collaboration, Ferdinand Buisson le remarque et le fait nommer architecte départemental des Bouches-du-Rhône. En 1918, il se rend avec son épouse à Marseille pour occuper son nouveau poste. Le 3 décembre 1919, il va au Brésil à Rio de Janeiro et à Santos où il réalisera un monument élevé à la gloire de José Bonifacio pour célébrer l’indépendance du Brésil.
Revenu en France, il est nommé architecte en chef des Bouches-du-Rhône, poste qu’il occupera jusqu’en 1941 mais qu’il devra abandonner à la demande du régime de Vichy. Il réalise durant cette période de l’entre-deux-guerres diverses constructions publiques parmi lesquelles on peut citer :
- la reconstruction partielle à la suite d'un incendie, de l’opéra municipal de Marseille dans le style Art déco[2]. L’inauguration sera faite le 3 décembre 1924 par le maire Siméon Flaissières ;
- le Monument aux morts de l'Armée d'Orient et des terres lointaines, élevé par souscription publique et situé sur la corniche Kennedy. La première pierre fut posée le 7 mai 1922 par le président de la République Alexandre Millerand et l’inauguration fut effectuée le 24 avril 1927 par le président de la République Gaston Doumergue ; ce monument fait l’objet d’un classement au titre des monuments historiques depuis le 24 mai 2011[3].
- le Monument commémoratif au roi Alexandre Ier de Yougoslavie et à Louis Barthou (1938), situé à l’angle de la rue de Rome et de la préfecture ; il a fait l’objet d’une inscription au titre des monuments historiques depuis le 23 juillet 2009[4].
- différents édifices publics : la prison des Baumettes (1931), l’annexe du palais de justice (1933)[5] devenu le tribunal de commerce, le siège de la Compagnie générale transatlantique[6], actuellement celui de la SNCM.

S’intéressant aux problèmes d’urbanisme, il étudie de nombreux projets pour des habitations à bon marché (actuellement HLM) tel que la cité des chartreux ou le groupe de la Blafarde. Il réalise également des maisons particulières telles que la villa « l’éolienne » qui se trouvait à l’extrémité de l’avenue du Prado près de la plage et qui a été détruite lors du bombardement du 27 mai 1944. Il réalise également en 1923 une maison pour son usage personnel et pour son cabinet qui se trouve au no 2 de l’impasse Croix de Régnier et qui a été classée monument historique.
Pendant cette période de l’entre-deux-guerres il travaille souvent avec son ami le sculpteur Antoine Sartorio (1885-1988). Il est nommé officier de la Légion d’honneur en 1926, puis promu commandeur en 1932. À partir de 1952, il devient professeur à l’École d’architecture de Marseille. Le 19 janvier 1961 il est élu membre de l’Académie de Marseille.
Il est l'auteur de divers ouvrages dont :
- Marseille et l’urbanisme, 1932 ;
- Gaston Castel et Jean Ballard, Marseille-Métropole, Marseille, Les cahiers du sud, 1934, 214 p..

## Distinctions
- Commandeur de la Légion d'honneur (1932)